# Immeuble Goldberger
Pour les articles homonymes, voir Goldberger.
L'immeuble Goldberger (en hongrois : Goldberger-üzemépület) est un édifice situé dans le 5e arrondissement de Budapest.